# Świadectwo pracy
Świadectwo pracy – dokument wydawany pracownikowi (albo osobie pisemnie przez niego upoważnionej) przez pracodawcę, w związku z wygaśnięciem umowy o pracę lub rozwiązaniem stosunku pracy. Dokument wydawany jest najpóźniej w ostatnim dniu trwania umowy. Kopię świadectwa pracy przechowuje się w aktach osobowych pracownika.
Pracodawca nie może uzależniać wydania danego dokumentu od dokonania rozliczeń z pracownikiem. W razie śmierci pracownika, z wnioskiem o wydanie przez pracodawcę świadectwa pracy może wystąpić członek rodziny zmarłego pracownika, a także inna osoba będąca spadkobiercą tego pracownika.

## Świadectwa pracy w Polsce

### Treść świadectwa pracy
Treść świadectwa pracy, tryb wydawania oraz prostowania reguluje Kodeks pracy oraz wydane na jego podstawie rozporządzenie Ministra Rodziny, Pracy i Polityki Społecznej z dnia 30 grudnia 2016 r. w sprawie świadectwa pracy (Dz.U. z 2024 r. poz. 1016).
Według Kodeksu pracy świadectwo pracy powinno zawierać przede wszystkim informacje dotyczące okresu zatrudnienia, wymiaru etatu, zajmowanych stanowisk, uprawnień z ubezpieczenia społecznego i innych. Nie może jednak zawierać elementów oceniających pracownika. W związku z tym świadectwo pracy powinno zawierać informacje o:
- okresie zatrudnienia – wykonywanej pracy,
- rodzaju wykonywanej pracy, wymiaru etatu,
- zajmowanych stanowisk,
- sposobie ustania stosunku pracy – tryb rozwiązania lub okoliczności wygaśnięcia stosunku pracy,
- inne informacje niezbędne do ustalenia uprawnień pracowniczych i uprawnień z ubezpieczenia społecznego, tzn. o:
  - liczbie dni urlopu wypoczynkowego wykorzystanego przez pracownika w roku kalendarzowym, w którym ustał stosunek pracy,
  - wykorzystaniu dodatkowego urlopu albo innego uprawnienia lub świadczenia, przewidzianego przepisami prawa pracy,
  - okresie korzystania z urlopu bezpłatnego i podstawy prawnej jego udzielenia,
  - wykorzystaniu urlopu ojcowskiego i podstawy prawnej jego udzielenia,
  - wykorzystaniu urlopu rodzicielskiego i podstawy prawnej jego udzielenia,
  - wykorzystaniu urlopu wychowawczego i podstawy prawnej jego udzielenia,
  - łącznej liczbie dni, za które pracownik otrzymał wynagrodzenie i za które nie zachował prawa do wynagrodzenia
  - zgodnie z art. 92 Kodeksu pracy, w roku kalendarzowym, w którym ustał stosunek pracy,
  - wykorzystaniu w roku kalendarzowym, w którym ustał stosunek pracy, zwolnienia od pracy przewidzianego w art. 188 Kodeksu pracy,
  - okresie, za który pracownikowi przysługuje odszkodowanie w związku ze skróceniem okresu wypowiedzenia umowy o pracę na podstawie art. 361 § 1 Kodeksu pracy,
  - okresie odbytej czynnej służby wojskowej lub jej form zastępczych,
  - okresie wykonywania pracy w szczególnych warunkach lub w szczególnym charakterze,
  - wykorzystaniu dodatkowych urlopów lub innych uprawnieniach,
  - okresach nieskładkowych, przypadających w okresie zatrudnienia, którego dotyczy świadectwo pracy, uwzględnianych przy ustalaniu prawa do emerytury lub renty,
  - danych, które są zamieszczane na żądanie pracownika.
- Dodatkowo na żądanie pracownika pracodawca ma obowiązek umieszczenia informacji o jego zarobkach w świadectwie pracy – informacja o wysokości i składnikach wynagrodzenia oraz o uzyskanych kwalifikacjach.

### Wzór świadectwa pracy
Według Rozporządzenia wzór świadectwa pracy powinien zawierać obowiązkowe elementy danych i powinien być ułożony w formie chronologicznej:
1. Oznaczenie pracodawcy – nazwa pracodawcy, jego siedziby lub miejsca zamieszkania. Dodatkowo numer REGON-PKD (identyfikator pracodawcy nadany przez właściwy wojewódzki urząd statystyczny).
2. Miejscowość i data – w prawym górnym rogu wskazana data sporządzenia oraz nazwa miejscowości, w jakiej ta czynność miała miejsce.
3. Dane pracownika – imię (imiona) oraz nazwisko pracownika.
4. Imiona rodziców pracownika – pomocniczy wzór świadectwa pracy wymaga podania imion rodziców zatrudnionego.
5. Data urodzenia pracownika – data urodzenia pracownika wynikająca z oficjalnych dokumentów aktów stanu cywilnego.
6. Podmiot zatrudniający – w lewym górnym rogu świadectwa umieszcza się nazwę pracodawcy oraz jego siedzibę (adres zamieszkania).
7. Okresy i wymiary zatrudnienia – okresy zatrudnienia przywołane z dokładnością, co do dat początkowych oraz końcowych tych przedziałów czasu.
8. Wykonywana praca – rodzaj pracy, jaką wykonywał pracownik albo zajmowane przez niego stanowiska bądź też pełnione w trakcie zatrudnienia funkcje.
9. Podstawa prawna i tryb ustania stosunku pracy – dodatkowa informacja na temat tego, czy stosunek pracy ustał w związku z rozwiązaniem stosunku pracy, czy w wyniku jego wygaśnięcia. Należy wskazać tutaj jeden z trybów rozwiązania określonych według przepisów prawa.
10. Informacja o skróconym okresie wypowiedzenia – na przykład przy likwidacji działalności pracodawca może zastosować skrócony czas wypowiedzenia.
11. Wykorzystany urlop wypoczynkowy – liczba dni i godzin urlopu wypoczynkowego przysługującego pracownikowi w roku kalendarzowym.
12. Korzystanie z urlopu bezpłatnego – informacje o skorzystaniu przez pracownika z urlopu bezpłatnego.
13. Informacja o urlopie ojcowskim i rodzicielskim – informacja o wykorzystanym urlopie ojcowskim oraz rodzicielskim.
14. Informacja o urlopie wychowawczym – podanie podstawy prawnej jego udzielenia, wymiar, w jakim został wykorzystany, okresy, w jakich pracownik korzystał ze swojego uprawnienia oraz liczbę wykorzystanych części.
15. Ochrona stosunku pracy – art. 1868 § 1 pkt 2 k.p.
16. Informacja o zwolnieniach od pracy – art. 188 k.p.
17. Liczba dni niezdolności do pracy.
18. Absencja bez prawa do wynagrodzenia chorobowego.
19. Czynna służba wojskowa.
20. Praca szczególna.
21. Urlop dodatkowy lub inne świadczenia.
22. Okresy nieskładkowe.
23. Informacja o zajęciu wynagrodzenia.
24. Informacje uzupełniające.
25. Podpis uprawnionej osoby.
26. Pouczenie pracownika.

### Błędy na świadectwie pracy
Błędy popełnione przez pracodawcę na przekazanym pracownikowi świadectwie pracy (np. dotyczące urlopu wypoczynkowego lub innego) są obowiązkowo poprawiane – po uprzednim wystąpieniu pracownika z prośbą o sprostowanie do pracodawcy. W przypadku odmowy poprawy świadectwa pracy, pracownik ma możliwość wystąpienia z żądaniem do sądu pracy w ciągu 7 kolejnych dni.